# Marley Shelton
Marley Eve Shelton (sinh ngày 12 tháng 4 năm 1974) là một diễn viên người Mỹ.

## Thời thơ ấu
Shelton sinh ra tại thành phố Los Angeles, bang California. Cô là con gái của bà Carol (nhũ danh Stromme) - một giáo viên (trước từng làm ca sĩ), và ông Christopher Shelton - một đạo diễn kiêm nhà sản xuất phim.

## Danh sách phim

### Truyền hình
| Năm       | Phim                                | Vai                      | Ghi chú                              |
| --------- | ----------------------------------- | ------------------------ | ------------------------------------ |
| 1990      | The Family Man                      | Heather                  | Tập: "Torn Between Two Brothers"     |
| 1992      | Up to No Good                       | Denise Harmon            | TV film                              |
| 1992      | Family Matters                      | Becky Sue                | Tập: "Woman of the People"           |
| 1992      | Bodies of Evidence                  | Julie Belmont            | Tập: "The Edge"                      |
| 1992      | Camp Wilder                         | Jennifer                 | Tập: "Sophie's Birthday"             |
| 1992      | Crossroads                          | Katie Stahl              | Tập: "Freedom of the Road"           |
| 1992      | Great Scott!                        | Allison                  | Tập: "Pyrrhic Lyric"                 |
| 1993      | In the Line of Duty: Ambush in Waco | Laura                    | TV film                              |
| 1993      | Angel Falls                         | Brandi Dare              | Sê-ri truyền hình                    |
| 1994      | Dead at 21                          | Keri Sullivan            | Tập: "Love Minus Zero"               |
| 1994      | McKenna                             | Heather                  | Tập: "Splendor in the McKenna Grass" |
| 1994      | A Friend to Die For                 | Jamie Hall               | TV film                              |
| 1994      | Take Me Home Again                  | Lisa                     | TV film                              |
| 1995      | Cybill                              | Jan                      | Tập: "The Big Sleep-Over"            |
| 1996      | When Friendship Kills               | Jennifer Harnsberger     | TV film                              |
| 1998      | Fantasy Island                      | Jane                     | Tập: "Pilot"                         |
| 2004      | Karen Sisco                         | Molly Lucas              | Tập: "Dog Day Sisco"                 |
| 2005      | American Dad!                       | Betsy White (lồng tiếng) | Tập: "Deacon Stan, Jesus Man"        |
| 2005      | Dark Shadows                        | Victoria Winters         | Unsold TV pilot                      |
| 2008–2009 | Eleventh Hour                       | Rachel Young             | Vai chính (18 tập)                   |
| 2011      | Harry's Law                         | Tammy Benoit             | Tập: "Bad to Worse"                  |
| 2013      | Mad Men                             | Kate                     | Tập: "To Have and to Hold"           |
| 2014      | The Lottery                         | Dr. Alison Lennon        | Vai chính                            |
| 2016      | Heaven Sent                         | Maire                    | TV film                              |
| 2017-2018 | Rise                                | Gail Mazzuchelli         | Sê-ri truyền hình chính kịch         |